# If There Is Something
If There Is Something is een nummer van Roxy Music, geschreven door Bryan Ferry voor hun debuutalbum Roxy Music uit 1972.
Het nummer begint met countryinvloeden, maar verandert al snel in een herhaald instrumentaal motief tussen de gitaar en de saxofoon. Na nog een couplet wordt dit motief opnieuw herhaald en het nummer eindigt met Ferry's zang bovenop een groot achtergrondkoor en een mellotron.
Het radioprogramma "Voer voor vogels",  dat vanaf 1973 door de KRO op zondagavond tussen 23.00 en 24.00 uur op Hilversum 3 werd uitgezonden, gebruikte dit lied als vaste eindtune.
Het nummer speelt een belangrijke rol in een scène uit de film Flashbacks of a Fool uit 2008, waarin de hoofdpersoon samen met zijn vriendin op het nummer danst terwijl hij is verkleed als Bryan Ferry.
In 1991 werd het nummer gecoverd door Tin Machine, de band van David Bowie, op hun tweede en laatste album Tin Machine II.

## Muzikanten
- Bryan Ferry: zang, piano, mellotron
- Brian Eno: synthesizer, achtergrondzang
- Phil Manzanera: gitaar
- Graham Simpson: basgitaar
- Paul Thompson: drums
- Andy MacKay: saxofoon, achtergrondzang

## NPO Radio 2 Top 2000
| Nummer met noteringen in de NPO Radio 2 Top 2000 | '00  | '01-'03 | '04  | '05  | '06  | '07  | '08  | '09  | '10  | '11  | '12  | '13  | '14  | '15  | '16  | '17  |
| ------------------------------------------------ | ---- | ------- | ---- | ---- | ---- | ---- | ---- | ---- | ---- | ---- | ---- | ---- | ---- | ---- | ---- | ---- |
| If There Is Something                            | 1267 | -       | 1190 | 1321 | 1230 | 1198 | 1443 | 1325 | 1222 | 1386 | 1310 | 1232 | 1198 | 1425 | 1825 | 1718 |

1. ↑  Een '-' betekent dat het nummer niet was genoteerd en een vetgedrukt getal geeft de hoogste notering aan.
2. ↑  2000 was het eerste jaar met een notering voor dit nummer.
3. ↑  Deze tabel is bijgewerkt tot en met de laatste editie (2024).